# Bernard Ogilvie Dodge
Pour les articles homonymes, voir Dodge (homonymie).
Bernard Ogilvie Dodge est un mycologue américain, né le 18 avril 1872 à Mauston (Wisconsin) et mort le 9 août 1960 à New York.

## Biographie
Bernard Ogilvie Dodge reçoit son baccalauréat à l’université du Wisconsin en 1909 et son doctorat en botanique à l’université Columbia en 1912. Il y enseigne la botanique jusqu’en 1920, année où il rejoint le service des végétaux industriels du ministère de l’Agriculture des États-Unis. Il s’y spécialise sur les pathologies végétales et étudie notamment la famille des Ascobolaceae, un champignon parasite des arbres fruitiers. En 1928, il occupe le poste de pathologiste végétal au jardin botanique de New York, fonction qu’il conserve jusqu’en 1947. Il se consacre, autant que lui permettent ses ressources, à l’étude du genre Neurospora (anciennement Monilia). Ses travaux sur l’hérédité chez ces champignons conduisent de nombreux chercheurs en génétique a l’utiliser comme modèle d’étude. George Wells Beadle (1903-1989) et Edward Lawrie Tatum (1909-1975) l’utilisent notamment pour leurs recherches sur le rôle des gènes dans les processus biochimiques, recherches couronnées par le prix Nobel de physiologie ou médecine en 1958.
Il fait paraître plus de cent soixante publications scientifiques. Dodge est le rédacteur en chef de la revue Mycologia (de 1923 à 1932), du Bulletin of the Torrey Botanical Club (de 1932 à 1940, vice-président (1934) et président (1935) de la Mycological Society of America. Il fait partie de nombreuses autres sociétés savantes dont l'Académie nationale des sciences et l’Association américaine pour l'avancement des sciences.

## Sources
- (en) Biographie sur New York Botanical Garden

B.O.Dodge est l’abréviation botanique standard de Bernard Ogilvie Dodge.
Consulter la liste des abréviations d'auteur en botanique ou la liste des plantes assignées à cet auteur par l'IPNI, la liste des champignons assignés par MycoBank, la liste des algues assignées par l'AlgaeBase et la liste des fossiles assignés à cet auteur par l'IFPNI.